# Peter Hermann Wolff
Peter Hermann Wolff (* 25. Oktober 1954 in Bruchsal) ist ein deutscher Diplomat. Er war von August 2017 bis August 2020 Botschafter in Brunei.

## Leben
Nach einem Studium der Philosophie, Geschichte und Verwaltungswissenschaften trat Peter Hermann Wolff 1986 in den Auswärtigen Dienst ein. Er schloss die Ausbildung für den höheren Auswärtigen Dienst 1988 ab und ging zunächst an die Botschaft in Pakistan, wurde aber im selben Jahr noch an die Botschaft im Senegal versetzt. Von 1990 bis 1993 arbeitete er im Auswärtigen Amt in Bonn, war dann 3 Jahre an der Ständigen Vertretung bei der UN in New York und danach (1996/97) an der Botschaft im Iran sowie 1997 bis 2001 an der Botschaft in Helsinki.
Von 2001 bis 2005 war Wolff Stellvertretender Referatsleiter im Auswärtigen Amt, danach von 2005 bis 2008 Ständiger Vertreter an der Botschaft in Ecuador und von 2008 bis 2011 an der Botschaft in Japan.
Nach einer weiteren Verwendung im Auswärtigen Amt in Berlin wurde Wolff 2014 als Ständiger Vertreter an die Botschaft in Paraguay entsandt.
2017 wurde Wolff zum Botschafter in Bandar Seri Begawan (Brunei) ernannt und am 10. August 2017 von Sultan Hassanal Bolkiah zur Überreichung seines Beglaubigungsschreibens empfangen. Mitte 2020 endete seine Amtszeit in Brunei und er wurde von Gerda Winkler abgelöst.
Peter Hermann Wolff ist verheiratet und hat 2 Kinder.